# Тремник
Тре́мник (мак. Тремник) — село у Північній Македонії, у складі общини Неготино Вардарського регіону.
Населення — 827 осіб (перепис 2002) в 238 господарствах.

## Галерея

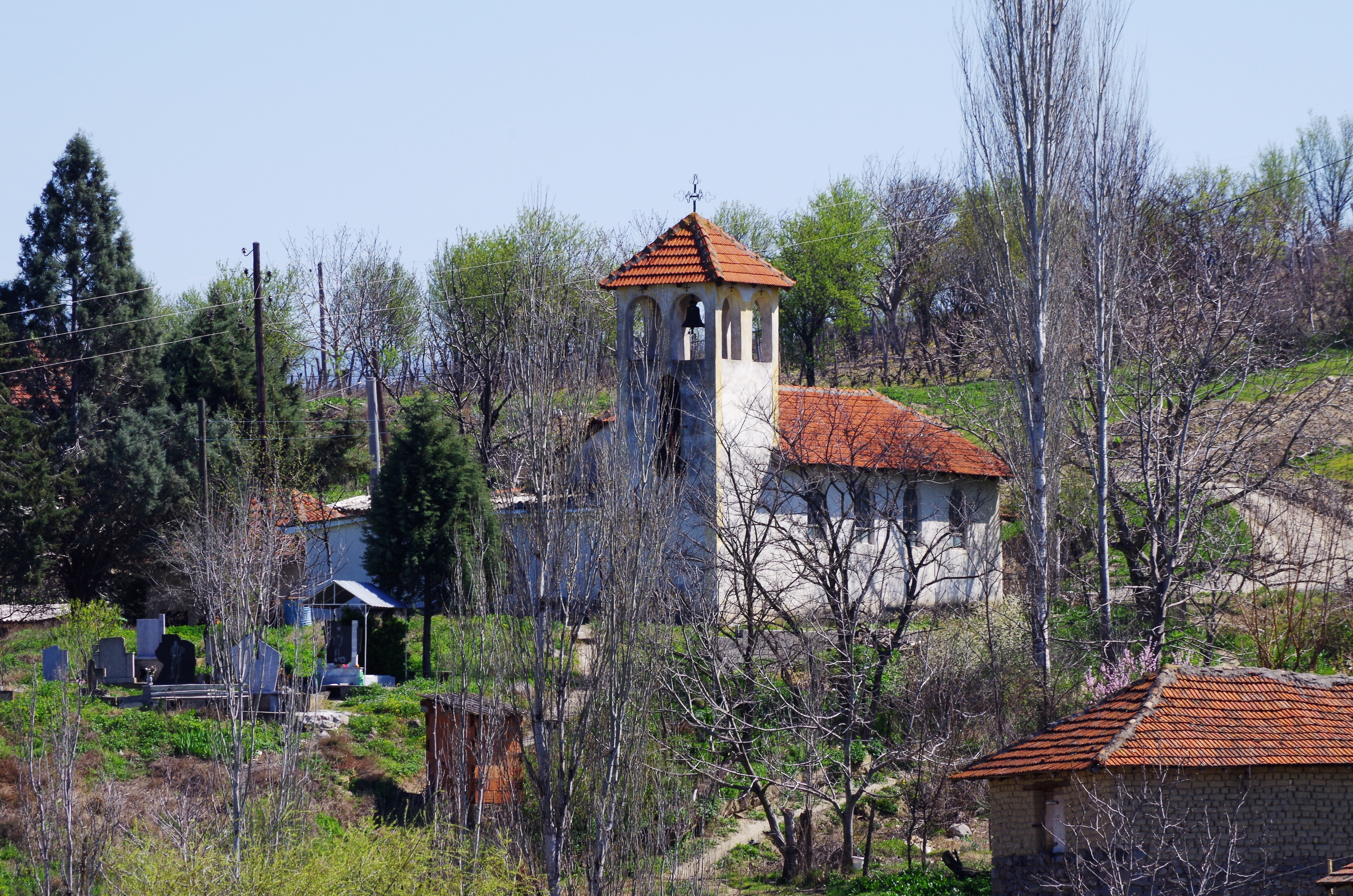
Свято-Троїцька церква
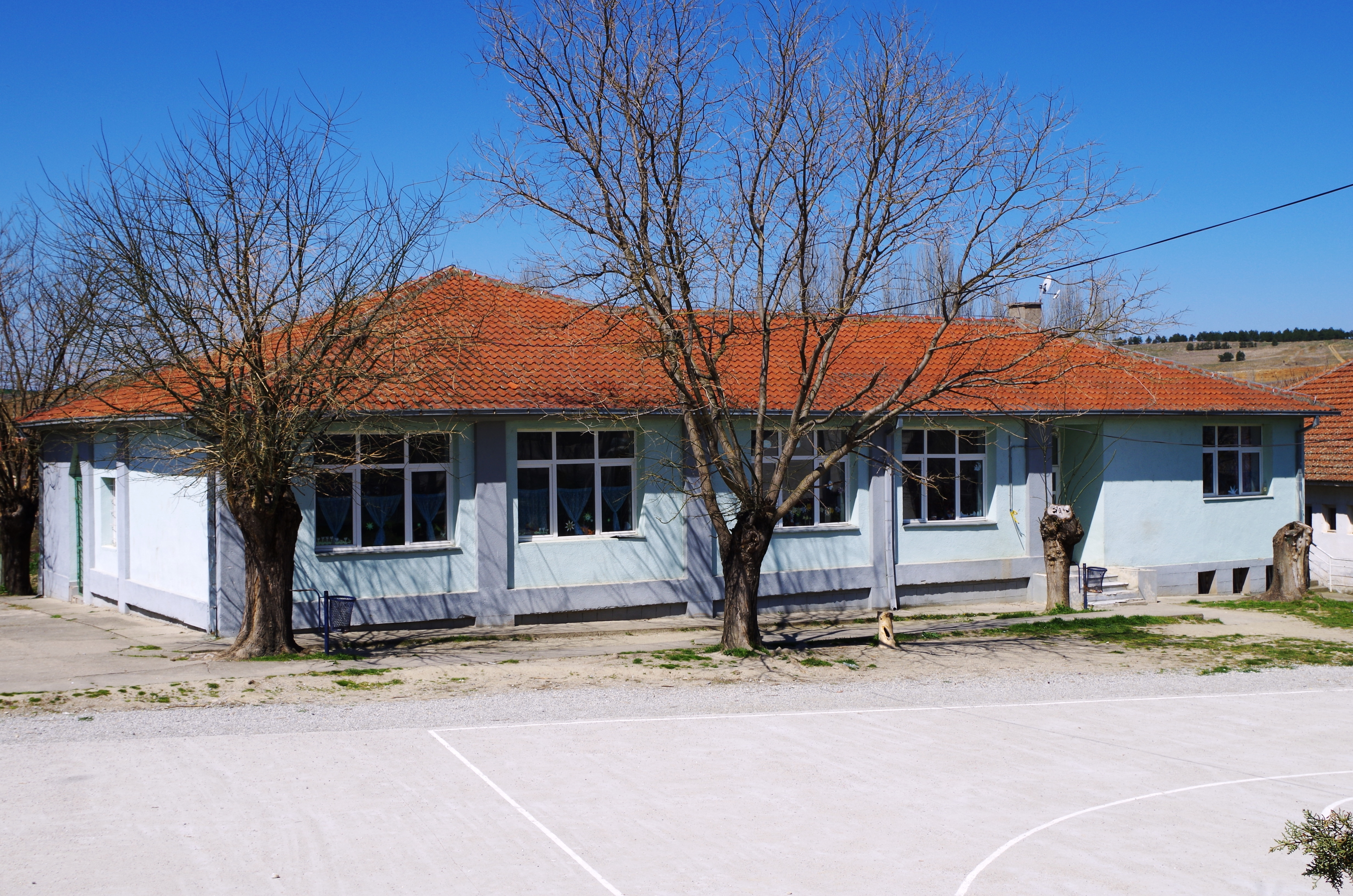
Школа